# MotorStorm 〜モーターストーム〜
『MotorStorm 〜モーターストーム〜』は、ソニー・コンピュータエンタテインメントが2006年12月14日に日本で発売したPlayStation 3用レースゲーム。開発および発売元はイギリスのEvolution Studios。北米・欧州では2007年3月に発売された。全世界で300万本を突破し、特にイギリスでは非常に知名度が高い。

## 概要
砂漠、泥道を駆け巡る異種格闘オフロードレースゲーム。PS3の新技術によりマシンのクラッシュがリアルに描かれる。スピードを加速させるにはブーストが必要である。ブーストは無限に使えるが、あまり使いすぎると爆発してしまう。クラッシュのムービーは凄まじいものである。およそ100個以上のパーツが散乱する。また、自分の車がバイク ATVの場合、挑発やバイクの相手を殴ってクラッシュさせるなどの本来のレースではありえない行為ができる。
チケット数は全21枚。ひとつのチケットに最高4つのイベントが組み込まれている。

## 車種
車種はラリーカー、レーシングトラック、バギー、ビッグリグ、マッドプラッガー、ATV、バイクの7種がある。

### 特徴
- レーシングトラック - 全体的にバランスの取れたマシン。特に耐久度と攻撃力が高く、積極的・攻撃的なレースを好むドライバーに適している
- バイク - 加速力がマシンの中ではもっとも高く、減速と加速を繰り返すコーナーの多いステージに適したマシン。また、車体が小さいので、道幅の狭いルートにも適している。耐久度が非常に低いので、ライバルとの接触には不向きである。
- バギー - 全体的にバランスの取れた初心者向けマシン。ただし、耐久度が低いので、ライバルとの接触には要注意。
- ATV - グリップ(ハンドリング)、と路面対応力が高い。サイズが小さいので、狭いルートも通り抜けることが可能。耐久度が低いのでライバルとの接触には注意が必要。
- ラリーカー - スピードが早い。加速力が早いが、路面対応力が低い。
- マッドプラッガー - グリップ(ハンドリング)、路面対応力が高く、どんな悪路でも対応できるモンスターマシン。スピードの加速が悪いが、ブーストでカバーすれば問題ない。
- ビッグリグ - 耐久度、攻撃力がマシンの中では最高。登場するマシンの中で最大のサイズを誇るジャイアントマシン。ライバルの攻撃など気にする必要はない。

## 配信コンテンツ
かつて以下のコンテンツがPlayStation Networkで配信されていたが、現在はサービスを終了している。
- Motor Storm オンライン拡張パック
- Motor Storm ブースターパック
- Motor Storm スタイルパック
- Motor Storm ニューマシンパック

## シリーズ
- MotorStorm Complete
- MotorStorm2
- MotorStorm Apocalypse
- MotorStorm Raging Ice 〜モーターストーム レイジングアイス〜
- Motor Storm RC